# Peter Deming
Peter Deming est un cadreur et directeur de la photographie américain.

## Biographie
Peter Deming est né le 13 décembre 1957 à Beyrouth, Liban, et grandit dans la ville de Racine (Wisconsin). Il est membre du American Society of Cinematographers (ASC).

## Filmographie

### Directeur de la photographie
- 1982 : The Silence de Michael Toshiyuki Uno (court métrage)
- 1987 : Evil Dead 2 (Evil Dead II) de Sam Raimi
- 1987 : Hollywood Shuffle (en) de Robert Townsend
- 1988 : The Carrier de Nathan J. White
- 1988 : Scarecrows de William Wesley
- 1988 : It Takes Two de David Beaird
- 1988 : Purple People Eater de Linda Shayne
- 1989 : From Hollywood to Deadwood de Rex Pickett
- 1990 : House Party de Reginald Hudlin
- 1990 : Why me? Un plan d'enfer (Why Me?) de Gene Quintano
- 1990 : Martians Go Home de David Odell
- 1990 : Elles craquent toutes sauf une (Book of Love) de Robert Shaye
- 1991 : Drop Dead Fred d'Ate de Jong
- 1991 : Scorchers de David Beaird
- 1992 : Mon cousin Vinny (My Cousin Vinny) de Jonathan Lynn
- 1992 : On the Air créée par David Lynch et Mark Frost (Série télévisée)
- 1993 : Key West créée par David Beaird (Série télévisée)
- 1993 : Alarme fatale (National Lampoon's Loaded Weapon 1) de Gene Quintano
- 1993 : L'Apprenti fermier (Son in Law) de Steve Rash
- 1993 : Hotel Room de David Lynch et James Signorelli (Série télévisée)
- 1994 : Cosmic Slop de Reginald Hudlin, Warrington Hudlin et Kevin Rodney Sullivan (TV)
- 1994 : S.F.W. de Jefery Levy
- 1996 : Bienvenue chez Joe (Joe's Apartment) de John Payson
- 1997 : Lost Highway de David Lynch
- 1997 : Austin Powers (Austin Powers: International Man of Mystery) de Jay Roach
- 1997 : Scream 2 de Wes Craven
- 1999 : La Musique de mon cœur (Music of the Heart) de Wes Craven
- 1999 : Mystery, Alaska de Jay Roach
- 2000 : Scream 3 de Wes Craven
- 2000 : Sex Revelations (If These Walls Could Talk 2) d'Anne Heche (TV - Segment 2000)
- 2001 : Mulholland Drive (Mulholland Dr.) de David Lynch
- 2001 : From Hell d'Allen et Albert Hughes
- 2002 : Austin Powers dans Goldmember (Austin Powers 3 : Goldmember) de Jay Roach
- 2002 : Influences (People I Knowde) de Daniel Algrant
- 2003 : Coney Island Baby de Amy Hobby
- 2004 : Instincts meurtriers (Twisted) de Philip Kaufman
- 2004 : J'adore Huckabees (I Heart Huckabees) de David O. Russell
- 2005 : The Jacket de John Maybury
- 2005 : La rumeur court... (Rumor Has It...) de Rob Reiner
- 2007 : Lucky You de Curtis Hanson
- 2007 : Married Life d'Ira Sachs
- 2008 : Cashmere Mafia créée par Kevin Wade (série télévisée - épisode pilote)
- 2008 : The Love Guru de Marco Schnabel
- 2011 : Scream 4, de Wes Craven
- 2012 : La Cabane dans les bois de Drew Goddard
- 2013 : Le Monde fantastique d'Oz de Sam Raimi
- 2016 : Insaisissables 2 (Now You See Me: The Second Act) de Jon M. Chu
- 2020 : Capone de Josh Trank
- 2020 : Les Nouveaux Mutants (The New Mutants) de Josh Boone
- 2022 : Le Menu (The Menu) de Mark Mylod
- 2022 : Shotgun Wedding de Jason Moore

### Autres métiers
- 1988 : Stars and Bars de Pat O'Connor (cadreur)
- 1990 : Cry-Baby de John Waters (cadreur : additional photography - à traduire)
- 1990 : Men at Work de Emilio Estevez (directeur de la photographie, seconde unité)
- 1990 : Darkman de Sam Raimi (photographe - seconde unité)
- 1992 : Boomerang de Reginald Hudlin (additional photographer - à traduire)
- 1993 : Alarme fatale (National Lampoon's Loaded Weapon 1) de Gene Quintano (cadreur)
- 1994 : Rends la monnaie, papa (Getting Even with Dad) de Howard Deutch (directeur de la photographie, seconde unité)
- 1994 : Little Big League d'Andrew Scheinman (directeur de la photographie, seconde unité)
- 1995 : La Mutante de Roger Donaldson (directeur de la photographie, équipe de Los Angeles)
- 1996 : Scream de Wes Craven (additional director of photography - à traduire)
- 2006 : Inland Empire de David Lynch (technicien d'éclairage et consultant photographique)

### Apparitions
Peter Deming apparaît dans deux films de Wes Craven (Scream 2 et Scream 3) en tant que figurant, jouant un homme mangeant du pop-corn.